# Narkanda
Narkanda es un pueblo y nagar Panchayat  situado en el distrito de Shimla,  en el estado de Himachal Pradesh (India). Su población es de 901 habitantes (2011). 

## Demografía
Según el censo de 2011 la población de Narkanda era de 902 habitantes, de los cuales 534 eran hombres y 367 eran mujeres. Narkanda tiene una tasa media de alfabetización del 84,41%, superior a la media estatal del 82,80%: la alfabetización masculina es del 87,63%, y la alfabetización femenina del 79,69%.